# کلیسای روح‌القدس، تالین

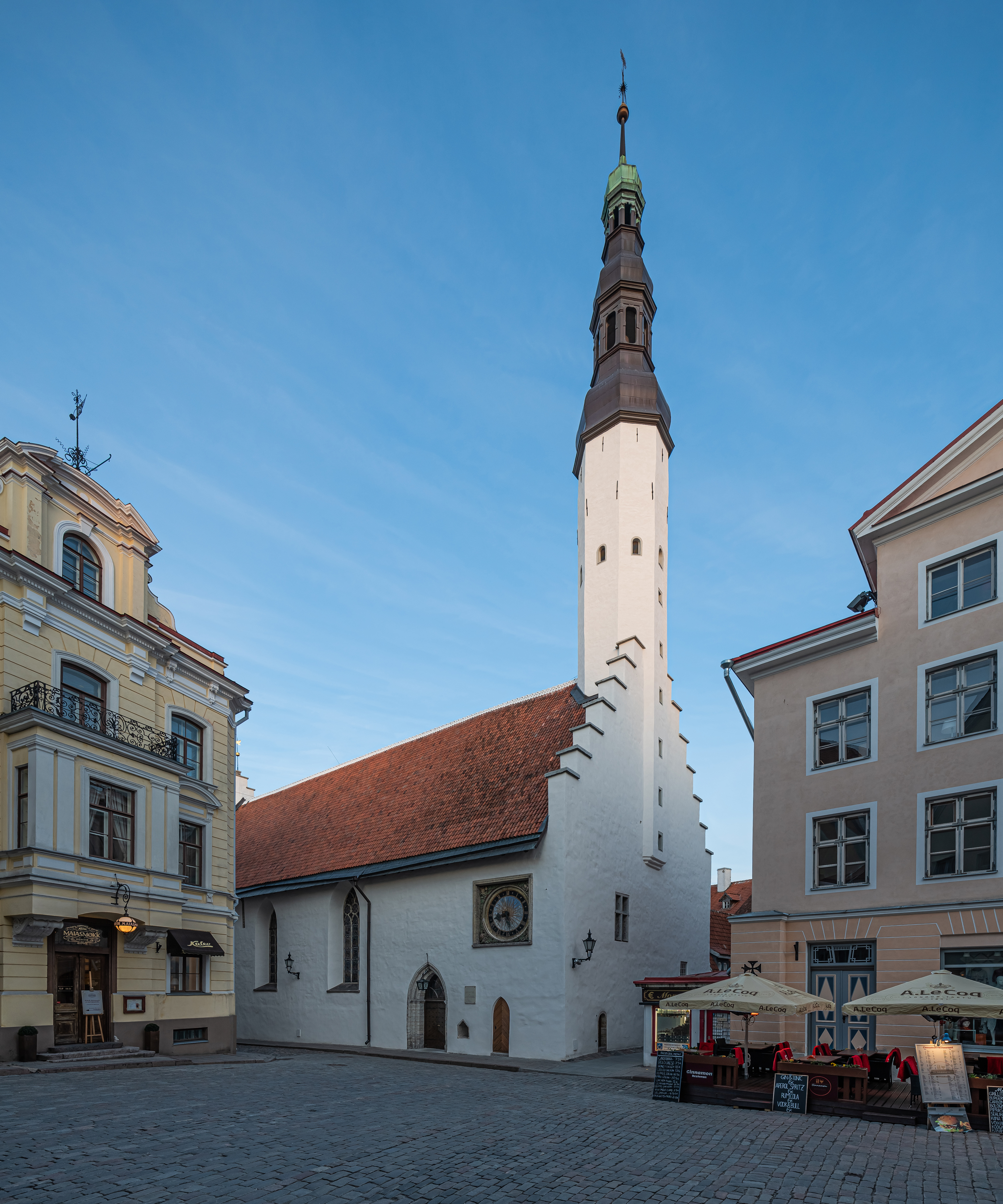
کلیسای روح‌القدس، تالین

کلیسای روح‌القدس (به استونیایی: Püha Vaimu kirik) کلیسایی در شهر تالین، استونی است.
این کلیسا در اوایل قرن ۱۳ میلادی ساخته شده‌است و متعلق به فرقه لوتریانیسم است.

## نگارخانه

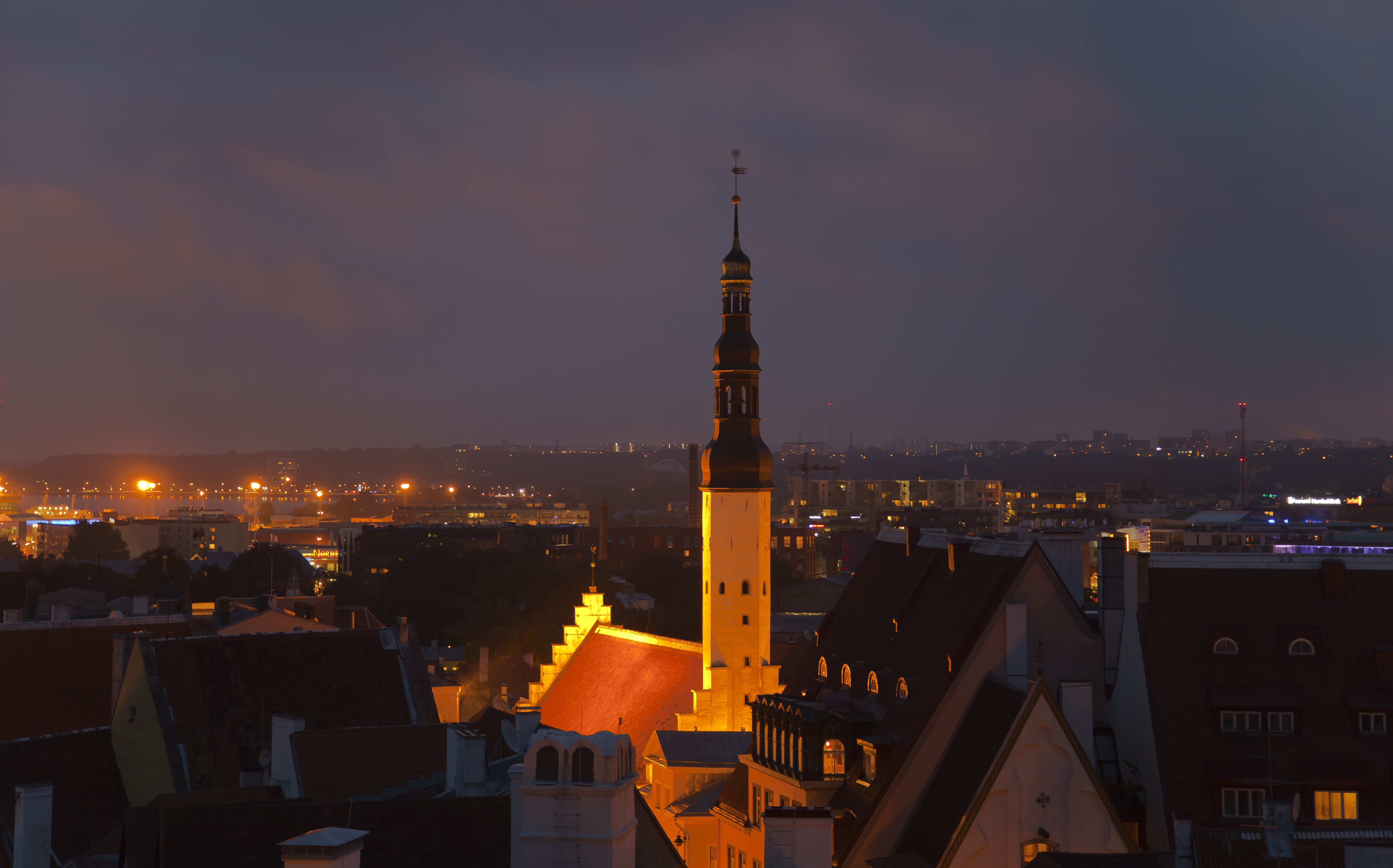
برج کلیسا در شب.
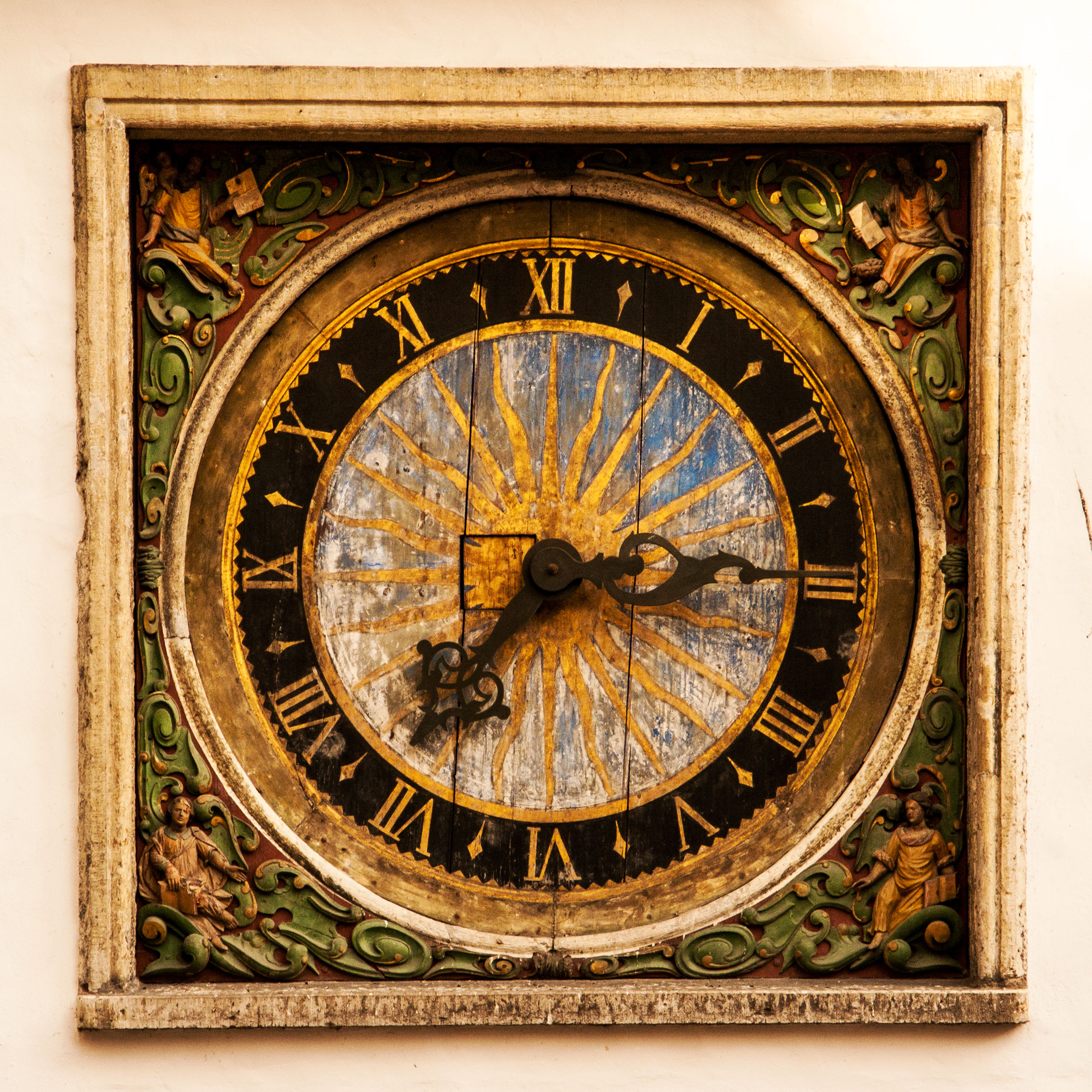
ساعت کلیسای روح القدس در تالین ساخته شده توسط کریستین آکرمن
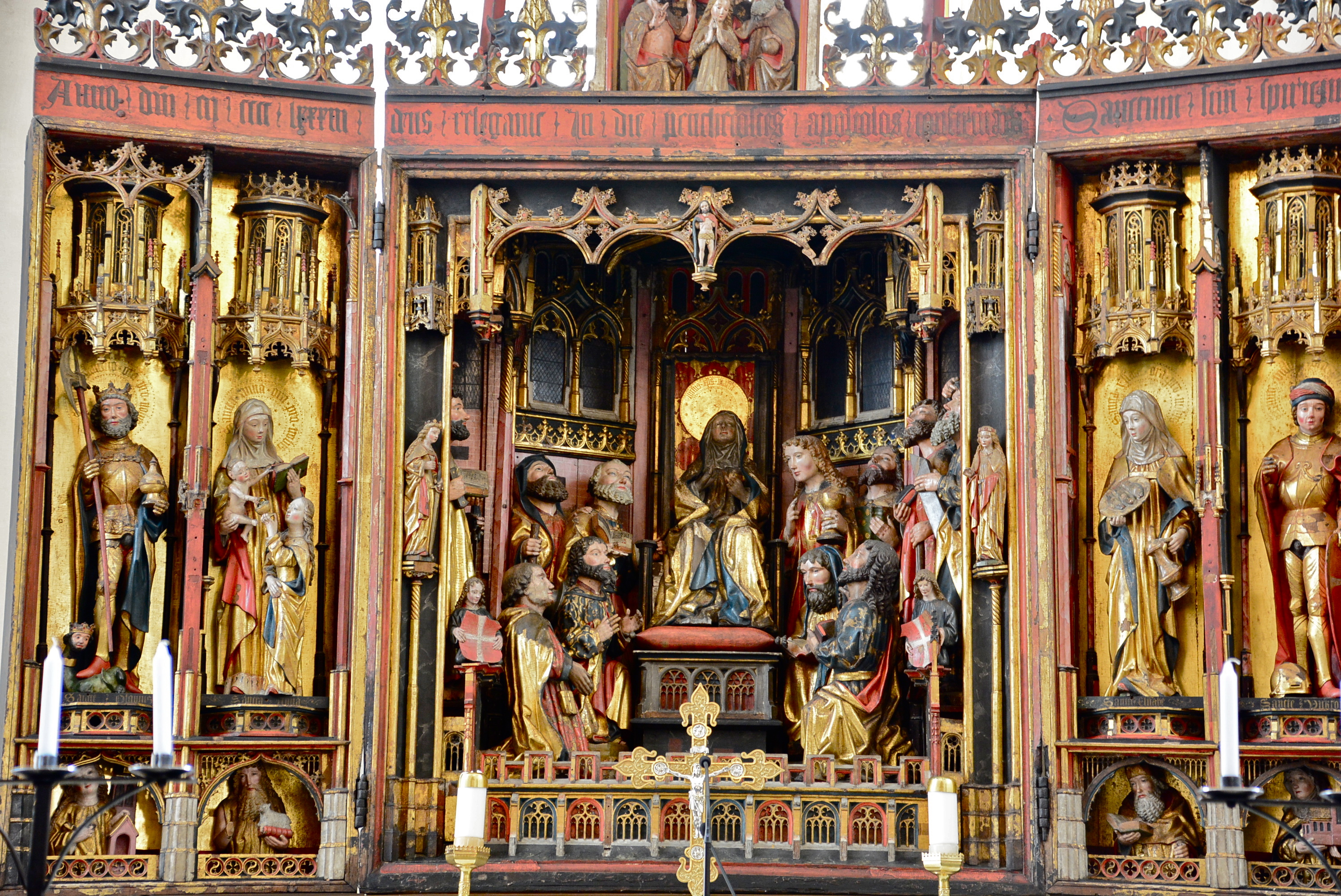
محراب اصلی، اثر برنت نوتکه (1483)
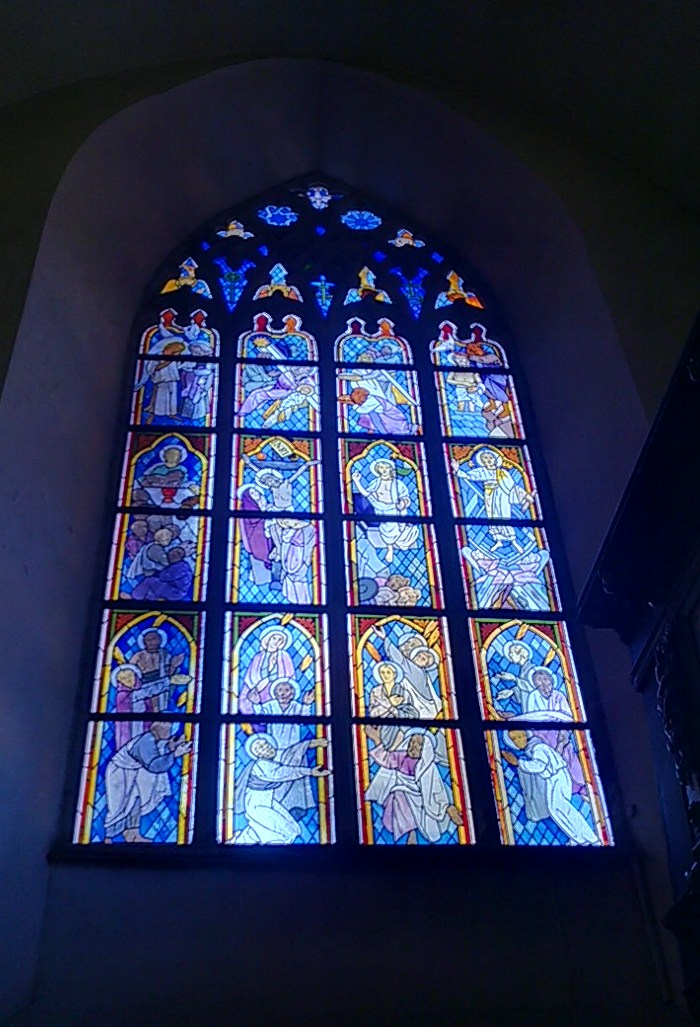
پنجره شیشه‌رنگی